# Joseph M. Juran
Joseph Moses Juran (n. 24 decembrie 1904, Brăila, România – d. 28 februarie 2008, New York City, New York, SUA) a fost un inginer american de origine română, membru de onoare al Academiei Române (din 1991).
Joseph Moses Juran s-a născut la 24 decembrie 1904 la Brăila. La vârsta de trei ani, adică în 1907, s-a mutat cu familia la Gura Humorului, care aparținea atunci Imperiului austro-ungar, unde a locuit până la vârsta de 8 ani, adică până în 1912. Tatăl său, cizmar de meserie, a plecat în 1909 în SUA pentru un trai mai bun, iar după trei ani familia s-a reunit în Minneapolis, din statul Minnesota, la granița cu Canada.
În Statele Unite ale Americii, Joseph Moses Juran a fost licențiat în inginerie electrică al Universității din Minnesota, doctor în științe juridice al Universității din Loyola iar ulterior, profesor de inginerie industrială la Universitatea din New York. A fost expert tehnic și consultant pentru economie mondială al Administrației Centrale a SUA și a unor mari companii americane sau transnaționale.
A înființat ca membru fondator și a fost membru de onoare al recunoscutului și prestigiosului Institut Juran din SUA - instituție de referință mondială în instruirea în domeniul calității. Cea mai mare realizare practică a fost programul de instruire în domeniul calității - controlul statistic al calității - pe care Joseph M. Juran l-a întocmit și condus, alături de marele specialist W.E. Deming, în Japonia distrusă economic după cel de al doilea război mondial. A fost considerat drept unul dintre autorii și inițiatorii „miracolului japonez" și ca recunoaștere a acestor merite, împăratul Japoniei i-a acordat Ordinul Sacrei Comori - cel mai înalt ordin acordat străinilor.
Este autorul a 16 cărți în domeniu, traduse în 20 de limbi, o bună parte dintre ele fiind în prezent cărți de referință în întreaga lume.
S-a stins din viață la vârsta de 103 ani.